# Ehrenberg (Wuppertal)
Als Ehrenberg werden zwei benachbarte Wuppertaler Ortslagen Hinterer Ehrenberg und Vorderer Ehrenberg im Stadtbezirk Langerfeld-Beyenburg zusammengefasst.